# Округ Џеферсон (Небраска)
Округ Џеферсон (енгл. Jefferson County) је округ у америчкој савезној држави Небраска.

## Демографија
По попису из 2010. године број становника је 7.547, што је 786 (-9,4%) становника мање него 2000. године.
| Група             | 2000.         | 2010.         |
| Белци             | 8.139 (97,7%) | 7.225 (95,7%) |
| Афроамериканци    | 6 (0,1%)      | 24 (0,3%)     |
| Азијати           | 14 (0,2%)     | 18 (0,2%)     |
| Хиспаноамериканци | 109 (1,3%)    | 200 (2,7%)    |
| Укупно            | 8.333         | 7.547         |